# Altes Schulhaus (Aldingen)

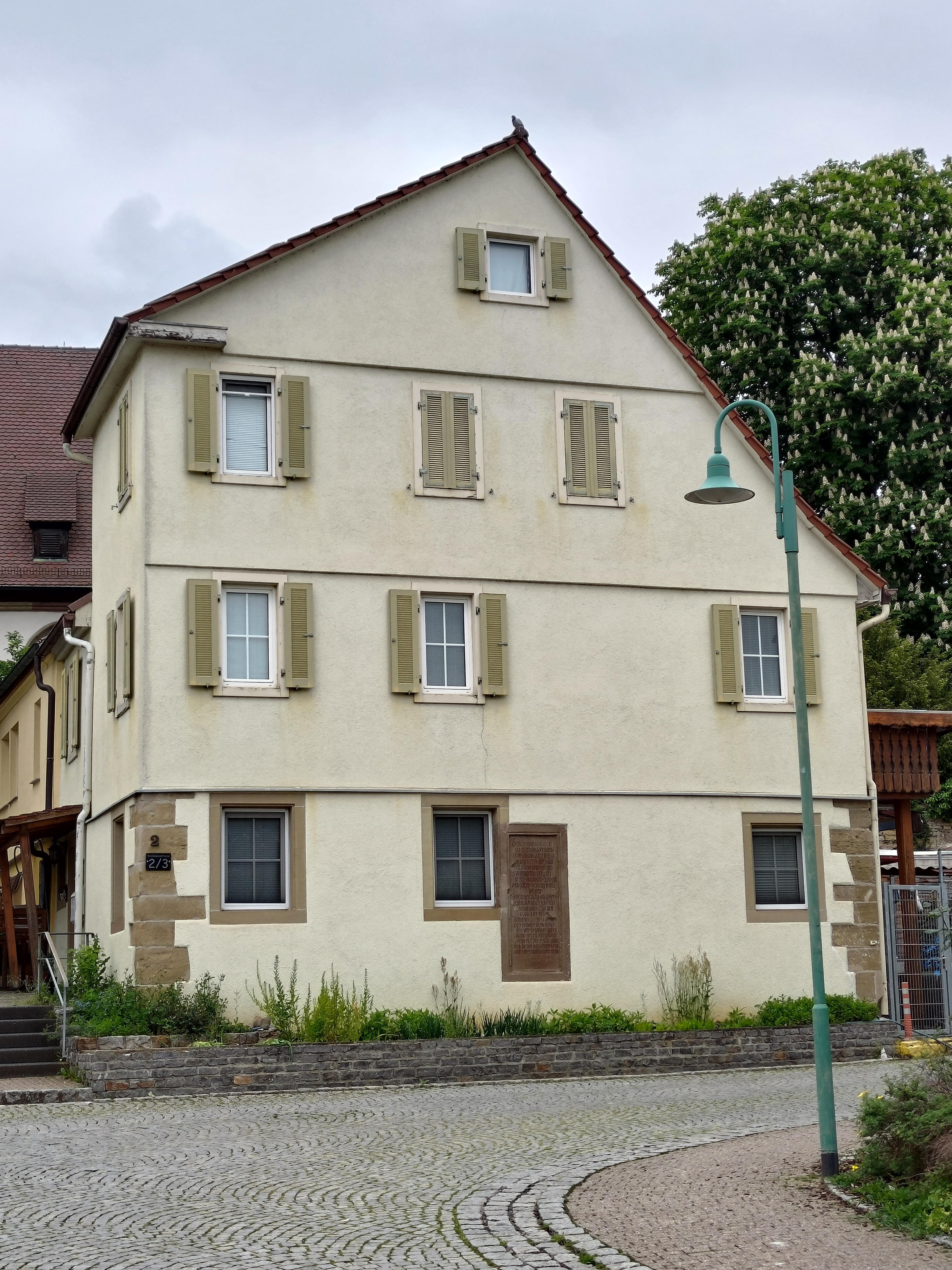
Das Alte Schulhaus

Das Alte Schulhaus ist ein 1778 erbautes ehemaliges Schulgebäude in Aldingen, einem Ortsteil von Remseck am Neckar. Es bildet zusammen mit der Margaretenkirche und dem Pfaffenhaus ein historisches Gebäudeensemble in der Nähe des Aldinger Ortskerns.

## Geschichte
An selber Stelle befand sich bereits seit 1685 ein noch unter den Herren von Kaltental an der Außenmauer der damaligen Burg Aldingen errichtetes Schulgebäude. Es grenzte somit direkt an den Kirchhof der Margaretenkirche, welche Teil der Burg war. 1778 wurde dieses ursprüngliche Schulgebäude wegen "allerlei Unzulänglichkeiten" durch die Gemeinde Aldingen abgerissen und durch einen größeren Neubau, das heutige Alte Schulhaus, ersetzt. Auf der zur Straße gewandten Südseite des Gebäudes wurde durch Pfarrer, Schultheiß und Kirchengemeinderat anlässlich des Neubaus eine steinerne Inschriftentafel eingelassen. 1799 wurde ein Schweinestall an das Gebäude angebaut. Wegen der stetig wachsenden Schülerzahlen zog die Schule bereits 1836 in das Aldinger Schloss um, sowie von da im Jahr 1912 in ein neues Schulgebäude neben der Kelter und schließlich 1956 in die heutige Neckarschule.
Von 1844 bis 1850 beherbergte das Gebäude das Webereiunternehmen des Unternehmers Benedikt Elsas. Mittlerweile wird das Alte Schulhaus als Wohngebäude genutzt.